# Підводні човни проєкту 667Б «Мурена»
| Підводні човни проєкту 667Б «Мурена» | Підводні човни проєкту 667Б «Мурена»                       | Підводні човни проєкту 667Б «Мурена»                       |
| ------------------------------------ | ---------------------------------------------------------- | ---------------------------------------------------------- |
|                                      |                                                            |                                                            |
|                                      |                                                            |                                                            |
|                                      |                                                            |                                                            |
| Під прапором                         | СРСР                                                       | СРСР                                                       |
| Спуск на воду                        | 1971—1978 рр (18 човнів)                                   | 1971—1978 рр (18 човнів)                                   |
| Виведений зі складу флоту            | 1992—2003 рр                                               | 1992—2003 рр                                               |
| Проєкт                               |                                                            |                                                            |
| Тип ПЧ                               | Підводний човен атомний з балістичними ракетами            | Підводний човен атомний з балістичними ракетами            |
| Розробник проєкту                    | ЦКБ МТ «Рубін»                                             | ЦКБ МТ «Рубін»                                             |
| Головний конструктор                 | Ковалів С. М.                                              | Ковалів С. М.                                              |
| Класифікація НАТО                    | Delta-I                                                    | Delta-I                                                    |
| Основні характеристики               |                                                            |                                                            |
| Швидкість (надводна)                 | 15 вузлів (29 км/год)                                      | 15 вузлів (29 км/год)                                      |
| Швидкість (підводна)                 | 26 вузлів (50 км/год)                                      | 26 вузлів (50 км/год)                                      |
| Робоча глибина занурення             | 320 м                                                      | 320 м                                                      |
| Гранична глибина занурення           | 450 м                                                      | 450 м                                                      |
| Автономність плавання                | 70 діб                                                     | 70 діб                                                     |
| Екіпаж                               | 120 осіб                                                   | 120 осіб                                                   |
| Розміри                              |                                                            |                                                            |
| Довжина найбільша (по КВЛ)           | 139 м                                                      | 139 м                                                      |
| Ширина корпусу найб.                 | 11,7 м                                                     | 11,7 м                                                     |
| Середня осадка (по КВЛ)              | 8,4 м                                                      | 8,4 м                                                      |
| Водотоннажність надводна             | 10 700 т                                                   | 10 700 т                                                   |
| Озброєння                            |                                                            |                                                            |
| Торпедно- мінне озброєння            | 4 носових ТА калібру 533-мм і 2 ТА калібру 400-мм (торпед) | 4 носових ТА калібру 533-мм і 2 ТА калібру 400-мм (торпед) |
| Ракетне озброєння                    | шахтна ПУ РБ РСМ-40, 12 ракет Р-29                         | шахтна ПУ РБ РСМ-40, 12 ракет Р-29                         |

Підводні човни проєкту 667Б «Мурена» — серія радянських атомних підводних човнів з ракетами балістичними (ПЧАРБ), атомних ракетних підводних крейсерів стратегічного призначення, оснащених комплексом Д-9 з 12 ракетами балістичними Р-29.

## Історія
Після запровадження США системи гідроакустичної системи локації підводних човнів SOSUS наявні тоді в СРСР ПЧАРБ проєкту 667 «Навага» втратили можливість непомітного заходу в зону бойових чергувань. Тому було прийнято рішення змінити райони бойових чергувань шляхом збільшення дальності дії балістичних ракет. Для цього була створена нова балістична ракета Р-29. Але вона виявилася більшою за розмірами і майже вдвічі важчою. Тому почали будувати нові підводні ракетоносці. Ними стали човни проєкту 667Б «Мурена»

## Конструкція
Конструкція човна базувалася на проєкті 667 «Навага», Було зменшено кількість ракет (з 16 до 12), збільшена довжина човна і висота обтікача ракетних шахт — «горба».

## Сучасний статус і перспективи
До 2003 року усі кораблі проєкту 667Б «Мурена» були виведені зі складу флоту.

## Оцінка проєкту
| Порівняльна таблиця ПЧАРБ другого покоління | Порівняльна таблиця ПЧАРБ другого покоління | Порівняльна таблиця ПЧАРБ другого покоління | Порівняльна таблиця ПЧАРБ другого покоління | Порівняльна таблиця ПЧАРБ другого покоління | Порівняльна таблиця ПЧАРБ другого покоління | Порівняльна таблиця ПЧАРБ другого покоління | Порівняльна таблиця ПЧАРБ другого покоління |
| Країна                                      | США                                         | США                                         | СРСР                                        | СРСР                                        | СРСР                                        | Велика Британія                             | Франція                                     |
| ------------------------------------------- | ------------------------------------------- | ------------------------------------------- | ------------------------------------------- | ------------------------------------------- | ------------------------------------------- | ------------------------------------------- | ------------------------------------------- |
| ПЧАРБ                                       | Лафаєт                                      | Джеймс Медісон Бенджамін Франклін           | 667А «Навага»                               | 667Б «Мурена»                               | 667БД «Мурена-М»                            | Резолюшен                                   | Редутабль                                   |
| Побудовано                                  | 1961—1964                                   | 1962—1967                                   | 1964—1974                                   | 1971—1977                                   | 1973—1975                                   | 1964—1969                                   | 1964—1985                                   |
| Експлуатація                                | 1963—1994                                   | 1964—1995                                   | 1967—2004                                   | 1973—2003                                   | 1975—1999                                   | 1966—1996                                   | 1969—2008                                   |
| Кількість                                   | 9                                           | 10+12                                       | 34                                          | 18                                          | 4                                           | 4                                           | 6                                           |
| Водозаміщення (т) надводне підводне         | 7 250 8 250                                 | 7 250 8 250                                 | 7 760 11 500                                | 8 900 13 700                                | 10 500 15 750                               | 7 500 8 500                                 | 8 100 8 900                                 |
| Число ракет                                 | 16 «Поларіс» А-3, потім «Посейдон» С-3      | 16 «Посейдон» С-3 або «Трайдент I» С-4      | 16 Р-27                                     | 12 Р-29                                     | 16 Р-29Д                                    | 16 «Поларіс» А-3ТК                          | 16 M1, потім М2, потім М20, потім M4        |
| ГЧ: блоків × потужністю                     | 3×600 Кт 10×50 Кт                           | 10×50 Кт 8×100 Кт                           | 1×1 Мт                                      | 1×1 Мт                                      | 1×800 Кт                                    | 3×600 Кт                                    | 1×500 Кт 1×500 Кт 1×1,2 Мт 6×150 Кт         |
| Вага ГЧ (кг)                                | 760 кг 2000 кг                              | 2000 кг 1360 кг                             | 650 кг                                      | 1100 кг                                     | 1100 кг                                     | 760 кг                                      | 1360 кг 1360 кг 1000 кг ?                   |
| Дальність (км)                              | 4300 км 4600 км                             | 4600 км 8×7400 км                           | 2400 км                                     | 7800 км                                     | 9100 км                                     | 4300 км                                     | 3000 км 3200 км 3200 км 5000 км             |

## Представники
| Назва | Заводський номер | Закладений       | Спущений на воду | Прийнятий флотом  | Виведений з Флоту |
| ----- | ---------------- | ---------------- | ---------------- | ----------------- | ----------------- |
| К-279 | 310              | 30 березня 1970  | 20 грудня 1971   | 27 грудня 1972    | 14 березня 1992   |
| К-447 | 311              | 18 березня 1971  | 31 грудня 1972   | 30 вересня 1973   | 5 березня 2004    |
| К-450 | 312              | 30 липня 1971    | 15 квітня 1973   | 29 грудня 1973    | 30 березня 1993   |
| К-385 | 324              | 20 жовтня 1971   | 18 липня 1973    | 7 лютого 1974     | 30 листопада 1994 |
| К-457 | 325              | 31 грудня 1972   | 25 серпня 1973   | 30 грудня 1973    | 1999              |
| К-465 | 326              | 22 березня 1972  | 2 грудня 1973    | 30 вересня 1974   | 25 січня 1994     |
| К-460 | 337              | 5 червня 1972    | 7 лютого 1974    | 20 вересня 1974   | 28 березня 1995   |
| К-472 | 338              | 10 серпня 1972   | 26 квітня 1974   | 14 листопада 1974 | 28 березня 1995   |
| К-475 | 339              | 17 жовтня 1972   | 25 червня 1974   | 23 грудня 1974    | 28 березня 1995   |
| К-171 | 340              | 24 січня 1973    | 4 серпня 1974    | 29 грудня 1974    | 28 березня 1995   |
| К-366 | 221              | 6 березня 1973   | 8 червня 1974    | 30 грудня 1974    | 28 вересня 1993   |
| К-417 | 222              | 9 травня 1974    | 6 травня 1975    | 20 грудня 1975    | 12 січня 1995     |
| К-477 | 223              | 5 грудня 1974    | 13 липня 1975    | 30 грудня 1975    | 28 березня 1995   |
| К-497 | 224              | 21 лютого 1975   | 29 квітня 1976   | 31 жовтня 1976    | 28 березня 1995   |
| К-500 | 225              | 25 липня 1975    | 14 липня 1976    | 19 грудня 1976    | 2000              |
| К-512 | 226              | 21 січня 1976    | 26 вересня 1976  | 18 серпня 1977    | 28 березня 1995   |
| К-523 | 227              | 1 липня 1976     | 3 травня 1977    | 30 жовтня 1977    | 28 березня 1995   |
| К-530 | 228              | 5 листопада 1976 | 23 липня 1977    | 28 грудня 1977    | 1999              |